# Klaus Korn (Fußballspieler)
Klaus Korn (* 12. Mai 1942) ist ein ehemaliger deutscher Fußballspieler. In der höchsten Spielklasse des DDR-Fußballs, der Oberliga, spielte er für den 1. FC Union Berlin.

## Sportliche Laufbahn
Korn begann seine Laufbahn als Fußballspieler bei der kleinen Berliner Betriebssportgemeinschaft (BSG) Einheit Weißensee. Im Juniorenalter spielte er beim Armeesportklub Vorwärts Berlin und wechselte im Alter von 18 Jahren 1960 zur BSG Motor Weißensee. Dort spielte er bis 1964 in der viertklassigen, ab 1963 drittklassigen Bezirksliga Berlin.
Zu Beginn der Saison 1964/65 schloss sich Korn dem in der zweitklassigen DDR-Liga spielenden TSC Berlin an, der in der vorherigen Saison mit dem Staffelplatz zwei nur knapp den Aufstieg in die Oberliga verpasst hatte. Korns erste Ligasaison endete enttäuschend mit der Endplatzierung sieben. Anfang 1966 wurde die Fußballsektion des TSC ausgegliedert und in den 1. Fußballclub Union Berlin umgewandelt. Am Ende der Saison 1965/66 hatte der FC Platz eins in der Nordstaffel der DDR-Liga erreicht und stieg damit in die Oberliga auf. Korn hatte sich in dieser Saison bereits einen Stammplatz in der Abwehrreihe der Unioner erobert und die meisten der 30 Punktspiele bestritten.
Korn startete zunächst erfolgreich in seine erste Oberligasaison 1966/67, denn er bestritt alle 13 Punktspiele der Hinserie. In der Regel wurde er als Innenverteidiger aufgeboten. In der Rückrunde konnte er verletzungsbedingt nur noch viermal am Saisonende eingesetzt werden. Bis Ende 1968 war seine Laufbahn immer wieder durch Ausfälle gekennzeichnet, sodass er von den 39 ausgetragenen Oberligaspielen nur 25 bestreiten konnte. So verpasste er auch das siegreiche Pokalendspiel 1968, das die Unioner mit 2:1 über den FC Carl Zeiss Jena gewannen. Allerdings hatte Korn zuvor in vier Pokalbegegnungen zum Erfolg beigetragen. In der Rückrunde der Spielzeit 1968/69 bestritt er wieder alle 13 Punktspiele, konnte aber nicht verhindern, dass seine Mannschaft am Saisonende aus der Oberliga absteigen musste. Anschließend veranstaltete Union einen Durchmarsch durch die DDR-Liga und stieg nach einem Jahr wieder auf. Korn war daran mit 29 Einsätzen bei insgesamt 30 Punktspielen beteiligt.
Zu Beginn der Oberligasaison 1970/71 übernahm Korn die Position des linken Außenverteidigers. Am 10. Spieltag, Korn hatte bisher sieben Punktspiele bestritten, kam es zum Berliner Derby BFC Dynamo – 1. FC Union. Nach dem emotionsvoll geführten Spiel wurde Korn von BFC-Spielern beschuldigt, er hätte sie als „Stasi-Schweine“ und „Stasivieh“ sowie als „Dynamoschweine“ beschimpft. Die Vorwürfe wurden von der Rechtskommission des DDR-Fußball-Verbandes aufgenommen, die Korn daraufhin mit einer lebenslangen Sperre für den Leistungssport belegte. Zuvor hatte Korn am 18. November 1970 noch sein letztes Oberligaspiel bei der Begegnung 1. FC Union – Stahl Riesa (1:0) bestritten. Es war sein 57. Einsatz in der Oberliga gewesen, mit dem er 28-jährig seine Erstliga-Karriere beenden musste.
Nach einem Zwischenspiel beim Frankfurter Bezirksligisten BSG Stahl Finow spielte Korn später bei der BSG KWO Berlin, mit der er 1978 in die Bezirksliga und 1979 in die DDR-Liga aufstieg. Zum Ende der Saison 1979/80 beendete Korn im Alter von 38 Jahren seine Laufbahn als Fußballspieler endgültig.

## Weiterer Werdegang
Korn legte seine Abiturprüfung erfolgreich an einer Sportoberschule ab und arbeitete danach ein Jahr im Glühlampenwerk Narva. Ab 1961 studierte er erfolgreich viereinhalb Jahre lang Volkswirtschaft, da er aus gesundheitlichen Gründen eine Ausbildung zum Sportlehrer an der Sporthochschule in Leipzig nicht antreten durfte.